# Alport-Syndrom
Das Alport-Syndrom, auch hereditäre Nephritis („erbliche Nierenentzündung“) oder progressive hereditäre Nephritis genannt, ist eine vererbte Krankheit mit fehlgebildeten Kollagenfasern des Typ IV. Es wurde erstmals 1927 von Arthur Cecil Alport bei einer britischen Familie beschrieben.

## Häufigkeit
Das Alport-Syndrom ist eine vererbbare chronisch progrediente Nephropathie, die zum Nierenversagen führen kann. Die Prävalenz beträgt ca. 1:7500. 80 % der Betroffenen sind männlich.

## Ursache
Bisher sind über 300 verschiedene Mutationen bekannt, die Defekte der α-Kette des Typ-IV-Kollagens bewirken, welche in den Basalmembranen des Innenohres, des Auges und in der Niere vorkommen. Je nach Ort der Mutation können verschiedene Erbgänge vorliegen:
- In 80 % der Fälle liegt ein X-chromosomal-dominanter Erbgang vor. Die Mutation befindet sich auf Xq22.3, betroffen ist das Gen COL4A5.
- Bei 10 % besteht ein autosomal-rezessiver Erbgang, die Mutation liegt auf Chromosom 2, Genlocus q35–36. Betroffen können die Gene COL4A3 oder COL4A4 sein.
- Ca. 10 % der Fälle beruhen auf Neumutationen.
- Sehr selten liegt dem Alport-Syndrom ein autosomal-dominanter Erbgang zugrunde.

## Symptome

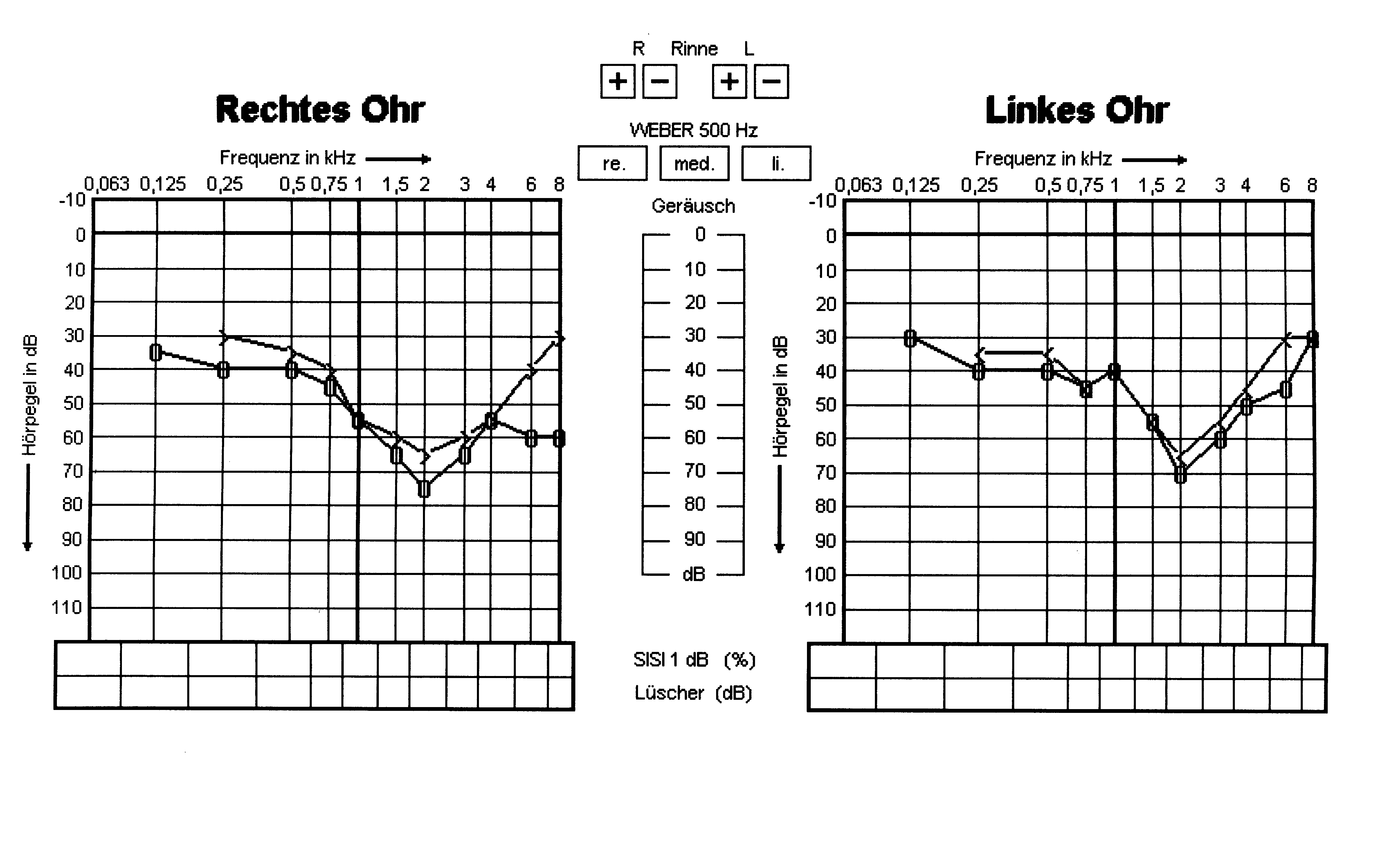
Innenohrschwerhörigkeit bei Alport-Syndrom

Das erste Symptom ist meist eine Hämaturie (Blut im Urin), zu der dann eine Proteinurie (Eiweiß im Urin) hinzu kommt.
Im jungen Erwachsenenalter kommt es in 50 % der Fälle zu einer beidseitigen Innenohrschwerhörigkeit, vor allem im Frequenzbereich 2000–8000 Hz. Bei etwa 10 % kommt es zu Augenveränderungen, meist durch eine kegelförmige Vorwölbung der Augenlinse (Lenticonus). Zu den weiteren Augenkrankheiten zählen Keratokonus, Katarakt, wie auch Augenhintergrundveränderungen, Netzhautflecken in der Makula und Mitte der Peripherie. Im weiteren Verlauf entwickelt sich die chronisch-progrediente Niereninsuffizienz, die meist zu Beginn der zweiten Lebensdekade eine Nierenersatztherapie notwendig macht.

## Diagnose
Bei positiver Familienanamnese, Hörstörung und Hämaturie besteht der Verdacht auf Vorliegen eines Alport-Syndroms. Gesichert werden kann die Diagnose durch eine Nierenbiopsie oder eine molekulargenetische Untersuchung.

## Therapie
Der Verlauf der Erkrankung wurde bis vor kurzem als schicksalhaft angesehen, obwohl eine molekulargenetische Diagnose im Kleinkindalter noch vor Ausbruch der Erkrankung möglich ist.
Vielversprechende Studienergebnisse deuten darauf hin, dass eine vorbeugende Therapie mit ACE-Hemmern den Verlauf der Nierenerkrankung um mehrere Jahre hinauszögern kann. Man nimmt an, dass – neben der Schädigung der Nieren durch das Alport-Syndrom selbst – vor allem auch der durch die Niereninsuffizienz entstehende Bluthochdruck die Nierenfunktion schädigt. Daher ist eine früh beginnende Blutdruckbehandlung mit niedrigen Zielwerten (120/80 mmHg) besonders wichtig.
Trotz dieser vielversprechenden Therapieansätze steht zurzeit keine kausale Therapie zur Verfügung. Wenn die Niereninsuffizienz so schwer wird, dass ohne Therapie eine bedrohliche Urämie entstehen würde, beginnt man mit der Dialyse. Außerdem sollte, wenn notwendig, der arterielle Blutdruck mit ACE-Hemmern unter 130/80 mmHg gehalten werden, da dies den Fortschritt der Erkrankung verzögert. Als weitere Option kommt die Nierentransplantation in Betracht.

## Prognose
Wegen des X-chromosomalen Erbgangs sind hauptsächlich Männer betroffen. Der Verlauf ist sehr variabel, oft kommt es jedoch schon im jungen Erwachsenenalter zu einer terminalen und damit dialysepflichtigen Niereninsuffizienz.

## Aktuelle Nomenklatur seit 2016
Heute wandeln sich die Begriffe. Die Nephropathie vom Typ der dünnen Basalmembran wird zum Alport-Syndrom gezählt. „Das Alport-Syndrom führt X-chromosomal hemizygot oder autosomal homozygot immer zum terminalen Nierenversagen. Früher noch als Syndrom der dünnen Basalmembran oder familiäre benigne Hämaturie bezeichnet, haben heterozygote Anlageträger für Alport Mutationen (über 1 % der Gesamtbevölkerung) häufig keinen benignen Verlauf. Deshalb fassen wir mittlerweile auch heterozygote Patienten auch unter der Diagnose „Alport-Syndrom“ zusammen.“